# Minibidion argentum
Minibidion argentum är en skalbaggsart som beskrevs av Martins och Dilma Solange Napp 1986. Minibidion argentum ingår i släktet Minibidion och familjen långhorningar. Inga underarter finns listade i Catalogue of Life.